# 楊珪
楊珪（？—？），字德成。福建福清人，清朝政治人物、進士出身。

## 生平
乾隆四年（1739年），楊珪中己未科進士三甲第一百一十五名。后担任华亭县知县。